# نیژنکانسیاروو
نیژنکانسیاروو (به لاتین: Nizhnekansiyarovo) یک منطقهٔ مسکونی در روسیه است که در باشقیرستان واقع شده‌است.